# 大富翁4
《大富翁4》是大宇資訊于1998年10月15日發售的适用于Windows平台的一款棋盤遊戲，并於1999年12月30日發售資料片《大富翁4 超時空之旅》。2022年7月28日發售數位版，2023年2月24日發售DLC超時空之旅。

## 遊戲內容

### 地圖
- 大富翁4：台湾、中國大陸、日本、美国
  - Steam版《大富翁4》不再使用真实国家或地区的名称，而是以“关卡一/二/三/四”代称之。同样的，Steam版《大富翁4 超时空之旅》以“关卡五/六/七/八”取代了原版对应的关卡名称。
- 大富翁4 超時空之旅 （追加）：宇宙、武俠、恐龍、島嶼

### 玩家及配音名單

#### 既有角色
- 阿土伯（初出自大富翁1）（配音員：卓志維）
- 錢夫人（初出自大富翁2）（配音員：張雅雯）
- 孫小美（初出自大富翁2）（配音員：王淑君）
- 约翰喬（初出自大富翁2）（配音員：林耀元）
- 小丹尼（初出自大富翁3）（配音員：陳惠萍）
- 沙隆巴斯（初出自大富翁3）（配音員：王柏森）

#### 新增角色
- 烏咪（配音員：陳惠萍）
- 莎拉公主（配音員：陳俐雯）
- 糖糖（配音員：張雯英）
- 金貝貝（配音員：李威霄）
- 忍太郎（配音員：林克敏）
- 宫本寶藏（配音員：楊筱雯）

#### NPC
- 事件播報配音員：陳惠萍
- 服務人員配音員：陳惠萍、李威霄、鄭子正、鮑宏修

### 神明
遊戲中除了延續前作大富翁3的神明外，還另外新增了土地公及死神兩種神明；當玩家被神明附身時不但會出現各個神明的專屬特寫畫面，若是當會導致厄運的神明附身時，還會讓玩家出現傷心難過的台詞。

### 雜角
大富翁4的雜角新增了所謂的「四大惡人」，玩家可以透過醫院或監獄，以300點券讓他們出現幫助自己。

### 道具
大富翁4的道具比起前作大富翁3又增加了數個，而且玩家也可以藉由蓋研究所來開發取得一些比較特殊或強大的道具，大宇在道具的平衡度方面做了大幅度修改，讓道具成為了玩家致勝不可或缺的法寶。
此外，大富翁4的卡片數量相較大富翁3也有所增減，其中最大的改變是卡片商店與道具商店的互相結合，而且玩家也能在商店中買到如均富卡這類的強大卡片，不像大富翁3一些功能強大的卡片（均富卡、均貧卡、天使卡、惡魔卡、怪獸卡）只能在行走至卡片點時取得。

### 點券
大富翁4的點券系統作了大幅度的變更，玩家不再能像前作一樣能用錢與點券互換了，而是改由地圖上的點券發給點，以及小遊戲，或者是寶箱來取得，這樣的變革令整個點券系統較為平衡，就算是資產較貧窮的人也未必不能取得高額點券藉以逆轉。
除此之外，遊戲一開始每個玩家點券數均為0，與大富翁3一開始每個玩家都有100點券不同。

### 樂透
大富翁4透過一個每月15號開獎的樂透系統可獲得一筆意外的金錢，獎金也會隨物價而上升。玩家經過樂透點時可以隨自己喜好擇一號碼買樂透，每張樂透1000元。

### 音樂
大富翁4的音樂全部為重新配音的MIDI檔案，共有8首，而在超時空之旅中又新增了重新混音過的8首。

## 遊戲系統

### 基本操作

#### 行進
大富翁4為擲骰子回合制：路人狀態時只有一顆骰子，使用機車時最多可用兩顆，汽車則最多可同時擲三顆骰子前進。除路人狀態外，骰子數量可任意切換。（車類特殊功能：遇到惡犬可將其撞飛，行人則會被咬傷住院三天）

#### 土地
購得空地後，可逐層加建，最高五層。有普通地塊與高級地塊，普通地塊可改建成連鎖店（全地圖相連）；高級地塊有五種建築選擇，分別有公園（1層）、商場（5層）、旅館（5層）、加油站（1層）、研究所（5層）。

#### 股票
股票系統是大富翁4最大的變革之一，大宇在大富翁4中捨棄了以往採取的地圖股市點買賣，轉變為全即時的買賣，而且特有的漲停、跌停買進賣出特別設計，也讓以往想藉由對手紅卡、黑卡間接得利的玩家有了需要更進一步的思維。

#### 公司董事長
大富翁4延續了前作大富翁3的公司負責人系統，除了持股數最高就能自動成為董事長以外，也有許多新聞事件因此圍繞著。

#### 拍賣
大富翁4的拍賣系統用于通过竞价方式出售土地，可以在角色破产（限三次）、使用拍卖卡或触发新闻事件时启动。

#### 公布栏
大富翁4的公布栏系統也是一個嶄新的設計，透過類似跳蚤市場的設計，讓有意願讓出物品的賣家可以透過這個機制，直接取得他所想要的對等金錢。

### 特殊地方

#### 百貨公司
大富翁4買賣道具與卡片的場所，若進入者為百貨公司的董事長時，可以獲得隨機贈送的道具或卡片，兌換也可以讓百貨公司盈利。

#### 銀行
大富翁4存款與領款的場所，若玩家剛好停留在銀行時，可以進入銀行申請貸款（與玩家資產相等的金額），還款期限為3個月無利息，貸款期間內不發放存款利息給貸款玩家。
購入銀行股票成為銀行董事長時，則可以直接調用融資（其他玩家的存款總和），但當其他玩家取款而銀行存款不足時，則從玩家的存款中扣除。

#### 公司
大富翁4的公司眾多，包括了保險、機場、建築、電腦、石油等產業，而且比起前作有了更多的功能，不再只是一個付錢了事的地圖單位，玩家付款後將會納入公司盈餘，盈餘將統一於每月15日發放給各公司的股東們，當然公司賠錢時也會向股東們索取負額盈餘。

#### 魔法屋
魔法屋是大富翁4導入的新構想，玩家進入魔法屋後，女巫會提示特定的條件，例如「開汽車的人」、「走路的人」……等等，玩家可以自由決定這些符合條件的玩家的命運。（其中魔法屋畫面的最上面1998代表該遊戲的發售年份）

#### 監獄
玩家若是犯罪、或是遭受誣陷就會被送進該處。
若玩家踩中監獄，則可以用300點為擔保保釋強盜或小偷，或30點保釋其他玩家。
玩家坐牢時，其他角色免付過路費，但行經公司仍需付費。

#### 醫院
玩家若是受傷就會被送進該處。若玩家踩中醫院，則可以用300點為擔保讓間諜或流氓出院，或以30點讓其他玩家出院。
玩家住院時，其他角色免付過路費，但行經公司仍需付費。

#### 公園
有兩種，一種為地圖本身標示的；一種為以大空地加建的（通常是NPC附神明的所為），遊戲中少數無甚用途的用地。若希望改建成其他建築，則須使用改建卡或拆除後重建。

#### 小遊戲點
共計有三種，為七彩氣球、喜從天降與企鵝挖寶。

#### 新聞點
當玩家踏到時, 會以新聞報導方式觸發隨機事件。

#### 命運點
當玩家踏到時，該名玩家會隨機發生一起專屬事件。

#### 卡片點
當玩家踏到時，該名玩家會隨機取得一張卡片。

## 影響
與前作大富翁3相比，大宇在大富翁4中加入了更多新的元素，而當中如偽三維的全地圖角色視角設計、即時性市場買賣、角色語音系統、樂透開獎機制皆在此後各代中獲得了長足的發展而延續。另一方面，作為純回合制的遊戲而言，大宇在大富翁4顯然已經到了一個發展的瓶頸，也因此催生了全即時制的大富翁5。

## 外部連結
- 大宇大富翁《大富翁4》